# Edwin J. Cohn
Edwin Joseph Cohn (* 17. Dezember 1892 in New York City; † 1. Oktober 1953 in Boston) war ein US-amerikanischer Biochemiker. Er ist insbesondere für die Entwicklung der Plasmafraktionierung bekannt.

## Leben und Wirken
Edwin Cohn besuchte zunächst das Amherst College. Durch den Einfluss von Jacques Loeb wechselte er an die University of Chicago, wo er bei Julius Stieglitz und Robert Andrews Millikan studierte. Cohn erwarb 1914  einen Bachelor und 1917 bei Frank R. Lillie und Lawrence Joseph Henderson einen Ph.D. mit einer Arbeit über die Physiologie von Spermatozoen. 
Anschließend arbeitete Cohn als Postdoktorand bei Thomas Burr Osborne. Ab 1919 beschäftigte sich Cohn mit Blut und Plasmaproteinen und entdeckte die wichtigsten Fraktionen des Blutplasmas (Fibrinogen, Immunglobuline, Albumin und weitere). Forschungsaufenthalte führten ihn zu Søren Sørensen nach Kopenhagen, zu Svante Arrhenius nach Schweden und zu William Bate Hardy (1864–1934) und Joseph Barcroft an die Universität Cambridge. 
Im Jahr 1920 ging Cohn zu Henderson an die neu gegründete Abteilung für physikalische Chemie der Harvard Medical School, deren Leitung Cohn später übernahm. 
Hier befasste er sich mit der Löslichkeit, Form, Größe und elektrischen Ladung von Proteinen. Außerdem gelang es ihm, diejenige Substanz (später als Vitamin B12 identifiziert) aus Leberextrakten zu reinigen, mit der die perniziöse Anämie behandelt werden konnte. Weitere Arbeiten befassten sich mit den physikochemischen Eigenschaften von Peptiden und Aminosäuren.
Während des Zweiten Weltkriegs leitete Cohn eine Arbeitsgruppe aus Chemikern, Physikern und Medizinern, die Verfahren wie die Cohn-Extraktion entwickelte, um im großen Stil Eiweißbestandteile des Bluplasmas aufzutrennen (Plasmafraktionierung) und damit Soldaten zu behandeln: Albumin wurde gegen hämorrhagischen Schock eingesetzt, Gammaglobuline zur passiven Immunisierung gegen Masern oder Gelbsucht und Fibrinschaum in der Neurochirurgie.
1949 erhielt Cohn eine ordentliche Professur an der Harvard Medical School.
Edwin J. Cohn war ab 1917 mit Marianne Brettauer verheiratet. Das Paar hatte zwei Söhne. Nach dem Tod von Marianne Cohn heiratete Edwin Cohn 1948 Rebekah Higginson.

## Auszeichnungen
- 1926 Mitglied der American Academy of Arts and Sciences[1]
- 1943 Mitglied der National Academy of Sciences
- 1945 Passano Award[2]
- 1949 Mitglied der American Philosophical Society[3]

## Weiterführende Literatur
- John T. Edsall: Edwin Joseph Cohn 1892–1953. In: Biographical Memoir. National Academy of Sciences, Washington 1961 (PDF, 2,1 MB)
- Cohn, Edwin Joseph, in: Encyclopaedia Judaica, 1972, Band 5, Sp. 688